# Cyperus microiria
Cyperus microiria är en halvgräsart som beskrevs av Ernst Gottlieb von Steudel. Cyperus microiria ingår i släktet papyrusar, och familjen halvgräs. Inga underarter finns listade i Catalogue of Life.